# Liste der Monuments historiques in Valence-en-Poitou
Die Liste der Monuments historiques in Valence-en-Poitou führt die Monuments historiques in der französischen Gemeinde Valence-en-Poitou auf.

## Liste der Bauwerke
| Bezeichnung       | Beschreibung              | Standort     | Kennzeichnung | Schutzstatus | Datum | Bild           |
| ----------------- | ------------------------- | ------------ | ------------- | ------------ | ----- | -------------- |
| Kloster Valence   | Erbaut im 13. Jahrhundert | Couhé (Lage) | PA00105433    | Classé       | 1959  |                |
| Markthalle        | Erbaut 1580               | Couhé (Lage) | PA00105434    | Inscrit      | 1941  | weitere Bilder |
| Kirche Notre-Dame | Erbaut im 12. Jahrhundert | Vaux (Lage)  | PA00105756    | Classé       | 1928  | weitere Bilder |

## Liste der Objekte
- Monuments historiques (Objekte) in Couhé in der Base Palissy des französischen Kultusministeriums
- Monuments historiques (Objekte) in Ceaux-en-Couhé in der Base Palissy des französischen Kultusministeriums
- Monuments historiques (Objekte) in Payré in der Base Palissy des französischen Kultusministeriums